# Дембоґура (Західнопоморське воєводство)
Дембоґура (пол. Dębogóra) — село в Польщі, у гміні Відухова Грифінського повіту Західнопоморського воєводства.
Населення — 372 особи (2011).
У 1975-1998 роках село належало до Щецинського воєводства.

## Демографія
Демографічна структура станом на 31 березня 2011 року:
|          | Загалом | Допрацездатний вік | Працездатний вік | Постпрацездатний вік |
| -------- | ------- | ------------------ | ---------------- | -------------------- |
| Чоловіки | 189     | 36                 | 140              | 13                   |
| Жінки    | 183     | 40                 | 107              | 36                   |
| Разом    | 372     | 76                 | 247              | 49                   |